# Лоуренс Іґлберґер
Лоуренс Сідні Іґлберґер (англ. Lawrence Sidney Eagleburger; нар. 1 серпня 1930, Мілвокі, Вісконсин — пом. 4 червня 2011, Шарлоттсвілл, Вірджинія) — американський державний діяч і дипломат, який обіймав посаду державного секретаря США у 1992—1993 в адміністрації президента Джорджа Буша-старшого.

## Життєпис
Закінчив середню школу у Стівенс-Пойнт, потім навчався в Університеті Вісконсину.
У 1957 поступив на дипломатичну службу США, де працював на різних посадах.
У 1957—1959 працював у посольстві США у Гондурасі.
З 1961 по 1965 — співробітник американського посольства у Белграді.
У 1969—1971 працював в адміністрації Ніксона помічником радника президента з національної безпеки Генрі Кіссінджера. Потім обіймав посаду радника у місії США при НАТО у Брюсселі.
У 1971—1973 — заступник заступника міністра оборони США, у 1973 — заступник помічника президента США з національної безпеки; у 1973—1977 — помічник держсекретаря. Після відставки Ніксона ненадовго залишив держслужбу, але незабаром був призначений Джиммі Картером послом у Югославії. На цій посаді перебував з 1977 по 1980. Пізніше був призначений Рейганом молодшим заступником держсекретаря США у політичних справах (третя за старшинством позиція у Державному департаменті), обіймав цю посаду кілька років.
У 1989 Буш призначив його заступником державного секретаря США (друга за старшинством позиція); він також був головним президентським радником у справах Югославії, котра швидко розпадалася. У період роботи радником президента з Югославії з 1989 по 1992 вважався прихильником сербів.
23 серпня 1992, держсекретар Джеймс Бейкер пішов у відставку щоб очолити кампанію з переобрання Буша, і Іґлберґер обіймав посаду державного секретаря до 20 січня 1993.
25 вересня 2007 разом з кількома іншими держсекретарями США у відставці підписав лист, що закликав Конгрес США не приймати резолюцію 106 про геноцид вірмен.